# 秦通理
秦中行（1888年—？），字通理。江苏无锡人，秦敦世次子，清末民国官员。
毕业于京师译学馆（北京大学前身），奏奖举人。任度支部主事，历充清理财政处长，长卢运署科员，调补两浙下砂场主事，松江盐运副使。民国和汪精卫政权中，历任胶海关，津海关，沪海关关务监督。配上元县武氏，有子秦开华，女秦昭华（美国作家秦家骢母亲）、秦婉华。富收藏，爱好京剧，是京城著名的票友，住南城缴家坑（后为教佳胡同）。解放初期，病故于上海。